# Cleverbot
Cleverbot è un'applicazione web IA che studia come mimare delle conversazioni umane comunicando con gli umani. È stata creata dallo scienziato delle intelligenze artificiali Rollo Carpenter, il quale inventò anche Jabberwacky, un'applicazione simile. Nel primo decennio della sua esistenza, dopo essere stata inventata nel 1988, Cleverbot tenne migliaia di conversazioni con Carpenter e i suoi colleghi. Dal 1997, anno in cui fu lanciato sul web, il numero delle conversazioni ha superato i 65 milioni.
Cleverbot ha partecipato a un test di Turing insieme con degli umani durante il festival Techniche 2011 all'IIT Guwahati in India, il 3 settembre 2011. I risultati dei 1334 voti sono stati annunciati il 4 settembre 2011. Cleverbot è stato giudicato essere al 59,3% umano. Gli umani partecipanti hanno raggiunto appena il 63,3%. Un punteggio del 50% o superiore è spesso considerato un superamento del test.
"Questa è una cifra piuttosto incredibile. È anche molto più di quello che mi aspettavo, o addirittura speravo", ha commentato Rollo Carpenter durante una lezione al festival Techniche. "I risultati del test di ieri superano il 50%, e si potrebbe parlare di tutto questo per affermare che Cleverbot adesso ha superato il test di Turing, qua al Techniche 2011".
Cleverbot si differenzia dai tradizionali chatterbot per il fatto che l'utente non tiene una conversazione con un programma che risponde direttamente a un testo inserito. Invece, quando l'utente inserisce il testo, l'algoritmo seleziona in anticipo delle frasi provenienti dai database delle conversazioni precedenti. È stato affermato che "parlare con Cleverbot è un po' come parlare con la comunità di Internet".
Cleverbot è stato descritto nel The Gadget Show il 7 marzo 2011 e su Radiolab il 31 marzo 2011.